# Lisea
LISEA est une entreprise française, concessionnaire de la ligne à grande vitesse Sud Europe Atlantique,.
Société par actions simplifiée au capital de 7 726 352,00 €, elle est détenue par Vinci Concessions (42,05%), Meridiam (41,95 %) et Caisse des Dépôts (16%). Ardian détenait anciennement 16,8 % du capital jusqu'à fin 2024,.
C’est la première entreprise privée concessionnaire d'une ligne à grande vitesse en France. Son contrat de concession a été signé avec RFF (Réseau Ferré de France devenu SNCF Réseau) le 16 juin 2011 pour une durée de 50 ans.
Contrairement aux partenariats public-privé en vigueur sur la LGV Bretagne-Pays de la Loire et le contournement Nîmes-Montpellier, le contrat de concession de LISEA implique que la société supporte, pendant toute la durée de la concession, jusqu’en 2061, l’intégralité des risques liés au financement, à la construction, à la maintenance, à la sécurité et à l’exploitation commerciale de la ligne à grande vitesse.

## Histoire
En février 2008, RFF annonce le lancement du premier appel d’offres pour la construction de la LGV SEA.
En juillet 2009, le second appel d’offres est lancé.
LISEA, est officiellement sélectionné le 30 mars 2010.
Le 16 juin 2011, le contrat de concession est signé entre LISEA et RFF (Réseau Ferré de France devenu SNCF Réseau) pour une durée de 50 ans.
Le 2 juillet 2017, la ligne est mise en service.
En octobre 2018, LISEA, HS1, SNCF Réseau et Getlink (anciennement Eurotunnel) lancent une étude de faisabilité concernant la création d’une liaison directe à grande vitesse entre Londres et Bordeaux. En janvier 2019, LISEA finalise l’opération de refinancement d’une partie de sa dette commerciale. Une partie des crédits apportés bénéficie du label « Green Bond », une certification accordée à certaines obligations reconnaissant les actions d’une entreprise, institution ou association en faveur de l’environnement et du développement durable,.
Du 29 juin 2019 au 31 août 2019, l’opérateur Thalys exploite une liaison hebdomadaire directe en 4 heures entre Bruxelles et Bordeaux.
En 2025, LISEA ouvre une filiale spécialisée dans la gestion d'un Site de Maintenance et de Remisage (SMR) destiné aux trains à grande vitesse situé à Marcheprime (SMR LISEA). Ce projet, représentant plus de 250 millions d'euros d'investissement, voit son chantier démarrer en mars 2025 avec un groupement d'entreprises composé de Spie Batignolles et Colas pour une mise en service prévue fin 2027. Comprenant 5 voies de garage, 3 voies de service, 3 voies tiroir, 1 voie machine à laver, 1 voie tour en fosse, 2 raccordements vers le Réseau Ferré National, 2 halls, des ateliers, entrepôts et bureaux totalisant 28 500 m² sur une emprise de 14 hectares, ce premier dépôt indépendant du groupe SNCF Voyageurs permettra d'accueillir notamment la flotte de Velvet composée de 12 trains à grande vitesse Avelia Horizon. Ce projet inédit est considéré comme l'un des facteurs déterminants ayant permis de lever une barrière à l'entrée pour attirer un opérateur alternatif à SNCF Voyageurs sur le segment de la grande vitesse ferroviaire en France. 

## Bilan commercial de la LGV Sud Europe-Atlantique
En 2018, 20 millions de personnes ont emprunté l’axe SEA, soit une augmentation de 3,8 millions de voyageurs, c’est-à-dire supérieur aux 2,6 - 3,5 millions prévus dans les estimations,. En 2019, SNCF Mobilités annonce une augmentation de 38 % du nombre de voyageurs entre Paris et la région Nouvelle-Aquitaine entre 2016 et 2018. La même année, l’itinéraire Paris-Bordeaux devient le second plus fréquenté de France, derrière Paris-Lyon. Il  était en 7e position avant la mise en service de la ligne.
En 2023, 21 millions de personnes ont emprunté l'axe SEA. Cependant, selon l'opérateur, le trafic est limité par l'offre insuffisante malgré le renforcement progressif du nombre de places commercialisées par SNCF en couplant des rames.

## Activité, rentabilité de l'entreprise
|                                        | 2013  | 2014 | 2015 | 2016 | 2017  | 2018 | 2019 | 2020 | 2021 | 2022 | 2023 |
| -------------------------------------- | ----- | ---- | ---- | ---- | ----- | ---- | ---- | ---- | ---- | ---- | ---- |
| Chiffre d'affaires en millions d'euros | 0     | 0    | 0    | 0    | 115   | 233  | 242  | 224  | 224  | 261  | 284  |
| Résultat en millions d'euros (pertes)  | - 1,7 | -3,6 | -1,4 | -0,5 | - 119 | -242 | -212 | -228 | -211 | -190 | -171 |